# D12 (rapformatie)
D12 (Dirty Dozen) is een Amerikaanse rapformatie uit Detroit, die voornamelijk als een los verband was opgericht door rapper Proof, met wisselende rappers die zichzelf al bewezen in het undergroundcircuit. 
Eminem bevestigde de beëindiging van de groep D12 in het nummer 'Stepping Stone' op zijn album Kamikaze uit 2018. 
In 2022 zou D12 echter terug touren, weliswaar met een beperkte formatie bestaande uit Swifty McVay en Kuniva. Snoop Dogg boekte D12 als voorprogramma tijdens zijn "I Wanna Thank Me" tour. De Europese data (met oa. optredens in Sportpaleis Antwerpen en Ziggo Dome) van die tour werd echter uitgesteld tot 2023. In 2024 volgde een co-headliner tour met Obie Trice & Xzibit ter ere van de 20ste verjaardag van D12 World. 

## Geschiedenis

### Ontstaan
Hoewel de groep al in de 1990 werd opgericht, kwam de bekendheid bij het grote publiek pas toen een van de leden (Eminem) zijn grote doorbraak had gehad. Het grote succes van Eminem zorgde er aan de ene kant voor dat Proof de groep vaker bij elkaar wilde brengen. Aan de andere kant leidde het ook tot geruchten dat de andere leden minder belangrijk zouden zijn in de groep. Deze onjuiste opvatting zou de basis vormen voor de single My Band in 2004.
Proof richtte D12 op als een collectief van plaatselijke MC's, inclusief Bizarre, Eminem, Eye Kyu, Killa Hawk en Fuzz Scoota. Charging Soldier was een korte tijd in de groep maar werd eruit geschopt na een ruzie met de andere leden. Voor de groep echter enig succes kende, verlieten Killa Hawk, Fuzz and Eye Kyu om verscheidene redenen het team, slechts de drie officiële leden achterlatend. Aan Proof was de opdracht om deze leegte op te vullen. Hij slaagde erin om een plaatselijke hiphopduo, Da Brigade, zich bij hen te laten aansluiten. Da Brigade bestond uit een oude vriend van Proof en Eminem, Kon Artis, die ook met Eminem meewerkte aan The Slim Shady LP, en een andere plaatselijke MC, Kuniva genaamd. Om de laatste plaats op te vullen nodigde Proof zijn oude vriend Bugz uit. Nadat alle zes leden werden gevestigd, maakte de groep een pact dat de eerste lid die solosucces zou bereiken voor anderen zou terugkomen.
Tot ieders verbazing was de eerste die succes bereikte de latere superster Eminem. Hij hield zich aan zijn pact en ging terug voor de anderen. Echter voor ze hun eerste cd konden opnemen, werd Bugz op 21 mei 1999 op de vooravond van een optreden, tijdens een picknick na een ruzie om een waterpistoolgevecht, doodgeschoten.
Een van de laatste dingen die Bugz aan Proof had gevraagd, was toestemming om zijn vriend Swift te laten aansluiten bij de groep, en dit verzoek werd ingewilligd. Dit was de laatste wijziging in de samenstelling van de groep tot op 11 april 2006 toen Proof, de oprichter van de groep, werd doodgeschoten terwijl hij een club verliet.

### Doorbraak Eminem en Shady Records
De leden van D12 tekenden in 1999 een contract bij Eminem's Shady Records en Interscope Records. Hun debuutalbum Devil's Night werd in 2001 uitgebracht. Het album debuteerde op nr 1 in de Billboard 200. De titel verwijst naar Devil's Night, een traditioneel gebeuren uit Detroit dat de dag voor Halloween doorgaat.
In 2004 volgde, met D12 World, een 2de album. Ook dat album debuteerde op nr 1 op de Billboard 200.

## Formatie
De naam D12 ('The Dirty Dozen') is gebaseerd op de oorspronkelijke formatie van zes rappers, waarin elk van de rappers een 'alter ego' aannam om zo gezamenlijk een dozijn te vormen. Zoals hierboven al aangegeven, bestond D12 op beide studioalbums uit de volgende leden:
- Eminem alias Slim Shady
- Proof alias Dirty Harry
- Kon Artis alias Mr. Porter
- Kuniva alias Rondell Beene
- Bizarre alias Peter S. Bizarre of Bizzy
- Swift alias Swifty McVay

In 2006 verloor de groep aanvoerder Proof. De groep werd in 2011 weer aangevuld tot zes leden door de terugkeer van Fuzz Scoota. Het overlijden van Proof bleek echter een grote impact te hebben. Hoewel het zestal nog twee mixtapes uitbracht, gaven zowel Bizarre als Kon Artis in 2012 aan de groep te verlaten om te concentreren op andere projecten.

## Schietincident Proof
D12-lid Proof werd op 11 april 2006 in zijn geboorteplaats Detroit doodgeschoten nadat hij een club op de beroemde 8-Mile verliet. Proof, geboren als Deshaun Holton, werd in het hoofd geraakt en overleed aan zijn verwondingen. Bij de schietpartij werd ook een tweede, onbekende man in het hoofd geraakt. Ook hij overleed. Meteen na de schietpartij gingen er geruchten rond dat een ander lid van D12, Bizarre, de tweede man was, maar Interscope heeft dat ontkend. Later werd bekend dat het andere slachtoffer, Keith Bender, werd neergeschoten door Proof. De neef van Keith Bender was de uitsmijter in deze club. Toen deze Keith op de grond zag, schoot hij Proof dood. Zo werd de videoclip van Like Toy Soldiers werkelijkheid.

## Discografie

### Albums
| Album met eventuele hitnotering(en) in de Nederlandse Album Top 100 | Datum van verschijnen | Datum van binnenkomst | Hoogste positie | Aantal weken | Opmerkingen |
| ------------------------------------------------------------------- | --------------------- | --------------------- | --------------- | ------------ | ----------- |
| Devil's Night                                                       | 2001                  | 23-06-2001            | 5               | 22           |             |
| D12 World                                                           | 2004                  | 08-05-2004            | 9               | 22           |             |

| Album         | Datum van verschijnen | Datum van binnenkomst | Hoogste positie | Aantal weken | Opmerkingen |
| ------------- | --------------------- | --------------------- | --------------- | ------------ | ----------- |
| Devil's Night | 2001                  | 30-06-2001            | 5               | 25           |             |
| D12 World     | 2004                  | 01-05-2004            | 9               | 25           |             |

### Singles
| Single met eventuele hitnotering(en) in de Nederlandse Top 40 | Datum van verschijnen | Datum van binnenkomst | Hoogste positie | Aantal weken | Opmerkingen |
| ------------------------------------------------------------- | --------------------- | --------------------- | --------------- | ------------ | ----------- |
| Shit On You                                                   | 2001                  | 24-02-2001            | 11              | 8            |             |
| Purple Pills/Purple Hills                                     | 2001                  | 21-07-2001            | 10              | 7            |             |
| Fight Music                                                   | 2001                  | 24-11-2001            | 36              | 4            |             |
| My Band                                                       | 2004                  | 17-04-2004            | 2               | 11           |             |
| How Come                                                      | 2004                  | 24-07-2004            | 7               | 12           |             |

1997: The Underground EP
2001: Devil's Night
- "Purple Hills" / "Purple Pills"
- "Fight Music"
- "Blow My Buzz"
- "Devil's Night"
- "Revelation"
- "Instigator"

2004: D12 World (album)
- "My Band" (single)
- "How Come" (single)
- "40 Oz" (single)

Singles die niet op hun album zijn verschenen
- "Shit on You"
- "Under the Influence" (The Marshall Mathers LP)
- "Amityville" (Alleen met Bizarre) (The Marshall Mathers LP)
- "When the Music Stops" (The Eminem Show)
- "Rap Game" (met 50 Cent) (8 Mile Soundtrack)
- "One Shot 2 Shot" (Encore)
- "Pimplikeness" (Searching For Jerry Garcia)
- "Nuthin' At All" (Hanni Cap Circus)
- "Lies And Rumors" (Shark Tales Soundtrack)
- "My Ballz" (The Longest Yard Soundtrack)
- "Outro" (met Obie Trice) (Cheers)
- "Doe Ray Me" (Murder Inc diss) (met Obie Trice)
- "Hit 'Em Up III" (Everlast diss)
- "Barbershop" (Barbershop Soundtrack)
- "Whatever You Want" (Kon Artis & Swifty McVay) (Eminem Presents: The Re-Up)
- "Murder" (Bizarre & Kuniva) (Eminem Presents: The Re-Up)
- "Quitter" (Everlast Diss)
- "Detroit Grammar" (Nelly Diss) (met Obie Trice)
- "These Drugs"
- "Words Are Weapons"
- "Skull Therapy"
- "In Da Club (D12 Remix)" (met 50 Cent)